# حمداوة1 (سيدي عبد الكريم)
حمداوة1 هي إحدى مشيخات المملكة المغربية، تتبع جغرافيا لإقليم سطات وإداريًا لسيدي عبد الكريم. يقدر عدد سكانها بـ 5020 نسمة حسب الإحصاء الرسمي للسكان والسكنى لسنة 2004.